# Robert Altman
Robert Bernard Altman (Kansas City, Missouri, 1925. február 20. – Los Angeles, Kalifornia, 2006. november 20.) kétszeres BAFTA-, Golden Globe- és Primetime Emmy-díjas amerikai filmrendező, író, producer, forgatókönyvíró.

## Élete
Főiskolai tanulmányait a Missouri Egyetem Mérnöki Karán végezte.
A második világháború idején (1939-1945) pilóta volt. 1946–1955 között Kansas Cityben a Calvyn Company munkatársa volt. 1956–tól készített játékfilmeket. 1974-ben Lion's Gate Corporation néven saját céget alapított. 2006. november 20-án hunyt el Los Angelesben.

## Magánélete
1946-1951 között LaVonna Elmer volt a felesége. Ezután 1954-1957 között Lotus Corelli volt a párja. 1959-ben harmadszor is megnősült, ekkor Kathryn Reed-et vette feleségül, akivel haláláig együtt élt.

## Rendezései
- Fiatalkorú bűnözők (1956)
- Áldozatok (1957) (forgatókönyvíró is)
- A James Dean legenda (1957) (producer, vágó is)
- Visszaszámlálás (1968)
- Az a hideg nap a parkban (1969)
- MASH (1970)
- Brewster McCloud (1971)
- McCabe és Mrs. Miller (1972) (forgatókönyvíró is)
- Képek (1972)
- A hosszú búcsú (1973)
- Tolvajok, mint mi (1974) (forgatókönyvíró is)
- Kaliforniai pókerparti (1974)
- Nashville (1975) (producer is)
- Buffalo Bill és az indiánok (1976) (forgatókönyvíró, producer is)
- Három nő (1977) (forgatókönyvíró, producer is)
- Esküvő (1978) (író, forgatókönyvíró, producer is)
- Kvintett (1979) (író is)
- Egy tökéletes pár (1979)
- Egészség (1979)
- Popeye (1980)
- Jöjj vissza, Jimmy Dean (1982)
- Ejtőernyősök (1983)
- Titkos méltóság (1984)
- Szerelem bolondjai (1985)
- Tökéletes kezelés (1986) (forgatókönyvíró is)
- Nyári dili (1987)
- Ária (1987) (író is)
- Alapozások (1987)
- Tanner '88 – a sötét ló (1989)
- Vincent és Theo (1990)
- A játékos (1992)
- Rövidre vágva (1993) (forgatókönyvíró is)
- Pret-a-porter – Divatdiktátorok (1994)
- Kansas City (1995) (forgatókönyvíró is)
- Démoni csapda (1997) (forgatókönyvíró is)
- Cuki hagyatéka (1999) (producer is)
- Dr. T és a nők (2000) (producer is)
- Gosford Park (2001)
- Balettársulat (2003)
- Az utolsó adás (2006)

## Tévésorozatai
- Bonanza (1960-1961) (rendező)
- Buszmegálló (1961-1962)
- Küzdelem (1962-1963)
- Kraft Theatre (1963)

## Díjai
- BAFTA-díj
  - 2002 díj: Alexander Korda-díj a legjobb brit filmnek (Gosford Park)
  - 1993 díj: legjobb rendező (A játékos)
- Golden Globe-díj
  - 2002 díj: legjobb rendező (Gosford Park)
- Cannes-i fesztivál
  - 1992 díj: legjobb rendezés (A játékos)
  - 1970 díj: Arany Pálma (MASH)
- Berlini Nemzetközi Filmfesztivál
  - 2006 díj: a Berliner Morgenpost olvasói zsűrijének díja (Az utolsó adás)
  - 2002 díj: Tiszteletbeli Arany Medve
  - 1999 díj: a Guild of German Art House Cinemas díja (Cuki hagyatéka)
  - 1985 díj: FIPRESCI-díj (Titkos méltóság)
  - 1976 díj: Arany Medve (Buffalo Bill és az indiánok)
- Velencei Nemzetközi Filmfesztivál
  - 1996 díj: Arany Oroszlán – Életműdíj
  - 1993 díj: Arany Oroszlán (Rövidre vágva)